# هرس درخت میوه

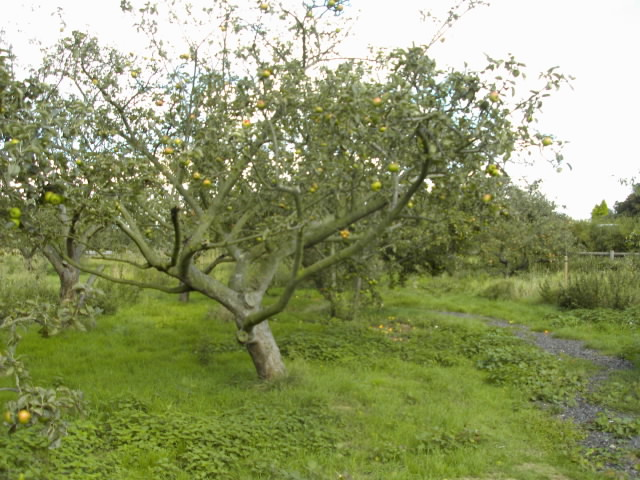
درختانی که برای تجدید سلامتی و توان تولید محصول به تازگی هرس شده‌اند.

هرس درخت میوه بریدن و برداشتن قسمت‌هایی از یک درخت میوه است. این شیوه تعدادی از تکنیک‌های باغبانی که در کنترل و رشد درخت یا دربرداشتن شاخه‌های مرده یا بیمار درخت را در بر می‌گیرد. چوب مرده یا بیمار را برداشته و تشکیل گل و غنچه‌های میوه را تحریک می‌کند. هرس اغلب به‌معنی بریدن شاخه‌هاست، گاهی برداشتن کامل شاخه‌های کوچک‌تر است. ممکن است به معنی برداشتن جوانه‌های تازه، غنچه‌ها، برگ‌ها و غیره هم باشد. توجه دقیق به هرس و پرورش درختان جوان روی محصول و طول عمر آن‌ها تأثیر می‌گذارد. پرورش و هرس خوب می‌تواند از صدمه‌زدن بعدی نقطه انشعاب‌های (جایی که تنه درخت به دو یا تعداد بیشتری شاخه منشعب می‌شود) ضعیف که موجب شکسته‌شدن شاخه‌ها در اثر سنگینی وزن میوه، برف، یا یخ می‌شود، جلوگیری نماید.
برای اینکه درک بهتری از نحوه هرس و اینکه چگونه هرس کردن باعث تغیر در رشد درخت می‌شود را داشته باشیم بهتر است تا کمی اطلاعات دربارهٔ هرس داشته باشیم.
گیاه از محل بافت جدید که بخشینه (در نزدیکی بندهای ریشه و جوانه‌ها) نامیده می‌شود و حاوی سلولهای جوان است شروع به رشد می‌کند. رشد بخشینه به منظور بهره‌وری سریع و رو به بالا برگ‌ها از نور خورشید و اینکه ریشه‌ها قابلیت نفوذ در خاک را داشته باشند، است. به‌محض رسیدن به ارتفاع کافی ریشه‌ها و شاخه‌ها شروع به ضخیمتر شدن می‌کنند تا با این وسیله، گیاه را سراپا نگه دارند. به این بندهای رشد کننده گیاه جوانه‌های زاویه ای می‌گویند.
جوانه‌های زاویه ای هورمون اکسین (هورمون رشد) را تولید می‌کنند که نه تنها باعث تسریع رشد سلولها می‌گردد بلکه از رشد شاخه‌ها ی جانبی و عمقی که ممکن است باعث کاهش دریافت نور خورشید و املاح معدنی توسط درخت شوند جلوگیری می‌کند.